# Peno
Peno is de mascotte van het Europees kampioenschap voetbal 1984, dat werd gehouden in Frankrijk.
Peno is een witte haan, een van de symbolen van Frankrijk. Hij draagt het blauwe shirt van het Frans voetbalelftal en heeft in zijn linkerhand een voetbal. Op zijn shirt staat rugnummer 84, verwijzend naar het jaartal waarin het toernooi werd gehouden. Op zijn linkerborst heeft hij het logo van de Franse voetbalbond. Hij draagt verder witte handschoenen, rode kousen en zwarte voetbalschoenen. Peno werd populair, mede omdat zijn beeltenis, als eerste mascotte ooit, goed werd verkocht in winkels. In 1998 organiseerde Frankrijk het Wereldkampioenschap voetbal, hier werd de haan als mascotte weer van stal gehaald. Deze mascotte kreeg de naam Footix.
1980: Pinocchio ·
1984: Peno ·
1988: Berni ·
1992: Rabbit ·
1996: Goliath ·
2000: Benelucky ·
2004: Kinas ·
2008: Trix en Flix ·
2012: Slavek en Slavko ·
2016: Super Victor ·
2020: Skillzy ·
2024: Albärt